# Liste der Monuments historiques in Bonnevaux (Doubs)
Die Liste der Monuments historiques in Bonnevaux führt die Monuments historiques in der französischen Gemeinde Bonnevaux auf.

## Liste der Objekte
| Bezeichnung | Beschreibung                                                           | Standort                              | Kennzeichnung | Schutzstatus | Datum | Bild |
| ----------- | ---------------------------------------------------------------------- | ------------------------------------- | ------------- | ------------ | ----- | ---- |
| Kelch       | Silber, vergoldet, bezeichnet 1782, Goldschmied Jean-François Thiébaud | in der Kirche St-Jean-Baptiste (Lage) | PM25000423    | Classé       | 1938  |      |
| Taufbecken  | Stein, 18. Jahrhundert                                                 | in der Kirche St-Jean-Baptiste (Lage) | PM25001910    | Inscrit      | 1982  |      |